# Grégory Collet
Pas d'image ? Cliquez ici

a Compétitions nationales et continentales officielles uniquement.

Dernière mise à jour le 6 février 2025.
Grégory Collet, né le 3 janvier 1985, est un joueur de rugby à XV évoluant au poste de Demi d'ouverture (1,78 m pour 82 kg).